# Dominicus Dreuer
Dominicus Dreuer (der Ältere), auch Druer, Drewes (* ? in Goslar; † vor 1568 in Lüneburg ?) war ein deutscher Hofbediensteter bei Herzog Heinrich dem Jüngeren von Braunschweig-Wolfenbüttel und braunschweigischer Landeshistoriker.

## Leben und Wirken
Über die familiäre Herkunft und die Jugendzeit von Dominicus Dreuer ist bisher nichts bekannt. Überliefert ist, dass er als Hofdiener in Diensten des braunschweigischen Herzogs Heinrich des Jüngeren stand, der in Wolfenbüttel residierte. Möglicherweise ging Dreuer später nach Lüneburg und war dort bis zu seinem Tod als Buchhändler tätig.
Dreuers Bedeutung beruht auf seiner Schrift „Genealogia – Geburtlinea und Blutstamm der […] Kaiser, Könige, Churfürsten, Herzöge, Fürsten und aller Herren zu Sachsen, seither Wedekint […]“, an der er 12 Jahre lang arbeitete. Nach einem Bericht des Helmstedter Hochschullehrers und Historikers Heinrich Meibom handelte es sich um eine Auftragsarbeit für Herzog Heinrich den Jüngeren. Der Herzog bedankte sich 1561 bei Dreuer für die ihm übersandte Schrift. Dreuer schildert darin unter Zitierung von mindestens 25 Quellen die Genealogie und Geschichte der fürstlichen und hochadligen Geschlechter in den obersächsischen und niedersächsischen Reichskreisen von Widukind bis zu den Welfen und Wettinern.
Dreuers Werk wurde von dem Prediger und braunschweigischen Landeshistoriker Johann Michael Heineccius (1674–1722) geschätzt. Aus heutiger Sicht wird festgestellt, dass Dreuers Schrift „von erheblichem landesgeschichtlichen Interesse“ sei. Möglicherweise handele es sich bei der Auftragsarbeit um eine späte Replik Heinrichs des Jüngeren auf die Schrift „Chronica und Herkommen der Kurfürsten und Fürsten des […] Hauses zu Sachsen gegen Herzog Heinrich zu Braunschweig“ des kursächsischen Humanisten und Historiographen Georg Spalatin aus dem Jahr 1541, in der historische Ansprüche des Herzogs auf Obersachsen gegenüber den Wettinern widerlegt wurden.

## Schriften
- Genealogia – Geburtlinea und Blutstamm der […] Kaiser, Könige, Churfürsten, Herzöge, Fürsten und aller Herren zu Sachsen, seither Wedekint, ca. 1561. Eine Handschrift wird in der Herzog August Bibliothek Wolfenbüttel aufbewahrt.[3]